# كارسياكا
نادي كارسياكا (بالفرنسية: Karşıyaka S.K.)‏ نادي كرة قدم تركي يلعب في دوري الدرجة الأولى . تم تأسيس النادي في سنة 1912 .